# Hermann Fecht (Verleger)
Hermann Fecht (* 28. Juli 1878 in Straßburg; † 10. Mai 1959 Karlsruhe) war ein deutscher Verleger in Karlsruhe.

## Leben und Wirken
Hermann Fecht, am 28. Juli 1878 in Straßburg geboren, war das zweite Kind, das aus der Ehe seines Vaters, dem Ministerialdirektor in Straßburg, Hermann Gottlieb Carl Fecht (1844 bis 1926) mit Maria Johanna geb. Keppler, hervorging.
Seine Promotion erlangte Hermann Fecht 1903 in Berlin, die notwendige Habilitation, um die Erteilung einer Lehrberechtigung zu erhalten, erwarb er 1907 in Jena an der Friedrich-Schiller-Universität. Dort lehrte er an der Chemisch-Geowissenschaftlichen Fakultät; 1908 Reaktionen der organischen Chemie und 1909 Chemie der Fette, Kohlenhydrate und Eiweißstoffe.
Infolge des Ablebens von Kommerzienrat Max Müller wurde die C.F. Müllersche Hofbuchdruckerei und Verlag des „Karlsruher Tagblattes“ vom 7. Juli 1910 an als Gesellschaft mit beschränkter Haftung von der Familie weitergeführt. Als Geschäftsführer wurden der langjährige Teilhaber der Firma, Ernst Obkircher, ein Bruder des bekannten Politikers und Landgerichtsdirektors Rudolf Obkircher in Karlsruhe, und der als Gesellschafter eintretende Neffe des Verstorbenen Hermann Fecht, Privatdozent in Jena, bestellt. Einzelprokurist wurde Hermann Mörber, Kaufmann aus Karlsruhe.
Im Ersten Weltkrieg 1914 bis 1918 kamen die großen Druckaufträge für Militärfahrpläne, Lebensmittelkarten und sonstige kriegsbedingte Drucksachen. Die folgende Geldentwertung brachte der Firma den Auftrag des Reichsbank-Notendrucks. Das Eiserne Kreuz 1. Klasse wurde Hermann Fecht, Leutnant der Landwehr, als Auszeichnung im Ersten Weltkrieg 1917 verliehen.
Im Jahr 1923 fand eine Umwandlung durch Gesellschafterbeschluss der Firma C.F. Müller, von einer Gesellschaft mit beschränkter Haftung (GmbH) in eine offene Handelsgesellschaft (OHG), statt. Der Gesellschaftsvertrag und die Firma wurden geändert in, Karlsruher Buchdruckerei und Verlagsbuchhandlung. Herr Direktor Hermann Mörber wurde als Teilhaber aufgenommen. Zur Vertretung der Gesellschaft waren die beiden Gesellschafter Herr Hermann Fecht und Herr Hermann Mörber, und zwar jeder für sich allein berechtigt.
Hermann Fecht war in mehreren Vereinen engagiert, 1925 bekam er, als Unternehmer des C.F. Müller Verlages und Verleger des Karlsruher Tagblattes, den Ehrenbrief der deutschen Sportbehörde für Leichtathletik überreicht. Ebenso war er Vorsitzender des Badischen Gastwirteverbandes.
Der 1939 beginnende Zweite Weltkrieg brachte durch die Einberufungen eine starke Personalverminderung der Druckerei und Buchhandlung mit sich. Der Angriff am Morgen des 27. September 1944 schien allem Wirken und Werken bei C.F. Müller ein jähes Ende zu bereiten. Innerhalb von Minuten wurde nahezu der ganze Betrieb zerstört. Durch die Nutzung anderer Fertigungsmöglichkeiten in Karlsruher Fachbetrieben und in Adelsheim konnte der Betrieb begrenzt weitergeführt werden. Mühsam, aber unverdrossen machten sich die Zurückgebliebenen daran, die Trümmer zu beseitigen. Dank der Energie des übrig gebliebenen Personals kamen die noch funktionsfähigen Maschinen bald zum Laufen und zu Anfang des Jubiläumsjahres 1947 (150 Jahre) konnte die Rotationsmaschine wieder Kursbücher drucken.
Hermann Fecht war dem Nationalsozialismus verbunden, ihm wurde von den alliierten Behörden nach dem Krieg Berufsverbot erteilt, er hatte in 35 Jahren wechselvollen Geschehens die Firma geleitet. Die Fortführung des Verlages übernahmen sein Sohn Max Fecht und federführend Robert Müller-Wirth ein Urenkel des Gründers des C.F. Müller Verlags, er bekam im April 1946 von der amerikanischen Militärregierung in Karlsruhe die Lizenz zur Weiterführung des Verlags.
Herman Fecht verehelichte sich am 6. Mai 1911 in Karlsruhe mit Gertrud Obser, Tochter von Karl Obser und Emilie Diemer, sie hatten sechs Kinder.

## Ehrungen
- 1917 wurde Hermann Fecht mit dem Eisernen Kreuz 1. Klasse ausgezeichnet.

## Werke
- Hermann Fecht: Über die Konstitution des Apomorphins, Hochschulschrift, Monographie. Berlin, Univ. Phil. Inaugural-Dissertation, Karlsruhe Verlag C. F. Müller'sche Buchdruckerei, 1903, 23 Seiten.

## Nachrufe
- Erinnerungen an unseren Vater Hermann Fecht. Geboren am 28. Juli 1878 in Straßburg, gestorben am 10. Mai 1959 in Karlsruhe. Gesammelt von seinen Kindern 1960.